# Pasquale Morisco
Pasquale Morisco (Bari, 6 giugno 1920 – 11 novembre 2004) è stato un calciatore e allenatore di calcio italiano, di ruolo centrocampista.

## Carriera

### Calciatore
Cresciuto nel Bari, gioca per tre stagioni con la maglia della Fiorentina, con la quale ha disputato la sua prima gara in Serie A nel campionato del 1939-1940, chiuso con solo quella presenza all'attivo, ovvero Roma-Fiorentina (0-0) del 21 aprile 1940. Nei due tornei successivi ha preso parte rispettivamente a 4 e 9 incontri, mettendo a segno una rete in ciascuna stagione..
Dopo la seconda guerra mondiale, è tornato a Firenze per disputare coi viola l'anomalo campionato 1945-1946, quindi viene ceduto alla Salernitana in Serie B. Con i campani Morisco centra immediatamente la promozione in massima serie, per poi disputare con gli granata anche il campionato di Serie A 1947-1948, realizzando 5 reti nonostante le 12 sole partite disputate.
Disputa poi un campionato di Serie B col Vicenza, quindi passa al Piombino, dove resta per 6 stagioni disputando 3 campionati di B e tre di C. Chiude la carriera nella stagione 1955-1956 in Serie C nelle file dell'Empoli
In carriera ha collezionato complessivamente 26 presenze e 7 reti nella Serie A a girone unico e 119 presenze e 14 reti in Serie B.

## Palmarès

### Giocatore

#### Competizioni nazionali
- Serie C: 1

Piombino: 1950-1951
- Coppa Italia: 1

Fiorentina: 1939-1940
- Campionato toscano di guerra: 1

Fiorentina: 1944-1945
- Campionato italiano di Serie B: 1

Salernitana:  1946-1947

### Allenatore

#### Competizioni nazionali
- Serie D: 2

Nardò: 1964-1965
Acquapozzillo Acireale: 1968-1969